# Burghügel in Offendorf
Der Burghügel in Offendorf ist der Rest einer mittelalterlichen Turmhügelburg (Motte) in dem Dorf Offendorf (am Hemmelsdorfer See) in der Gemeinde Ratekau im Kreis Ostholstein in Schleswig-Holstein.
Bei der Burg handelte es sich um eine von einem Wassergraben geschützte Mottenanlage. Sichtbar ist der Rest des Burghügels/Turmhügels – eine runde Erhebung von ca. 15 m Durchmesser und einer Höhe von ca. einen Meter. Der Rest des Burghügels liegt in der Mitte eines (um 1900 aufgestauten) Teiches auf einem Bauernhof in der Mitte von Offendorf – ca. 150 m vom Ufer des Hemmelsdorfer Sees entfernt.  
Angelegt wurde die Burg von der Familie von Buchwald, in deren Besitz sich Offendorf um ca. 1300 befand. 
Der Rest des Burghügels/Turmhügels steht als Bodendenkmal unter Denkmalschutz.